# Alvin E. Roth
Alvin Elliot Roth (født 18. december 1951) er en amerikansk professor i økonomi ved Stanford University og professor emeritus ved Harvard University. Han har leveret betydelige bidrag til udviklingen af økonomiske videnskab inden for spilteori, design af markeder og eksperimentel økonomi. Han er ikke mindst kendt for sit arbejde for at bringe økonomisk teori i anvendelse til løsningen af forskellige presserende hverdagslivsproblemer som skolevalg og organdonationer. Han modtog sammen med Lloyd Shapley Nobelprisen i økonomi i 2012 for deres arbejde med "teorien om stabile allokeringer og markedsdesign i praksis".

## Baggrund
Al Roth tog sin bachelorgrad i operationsanalyse ved Columbia University i 1971 og både en kandidat- og en Ph.D.-grad inden for samme område ved Stanford University i henholdsvis 1973 og 1974. Han var derefter ansat som adjunkt (fra 1977 som lektor og fra 1979 som professor) ved University of Illinois. I 1982 blev han professor ved University of Pittsburgh og i 1998 ved Harvard University. Som 60-årig skiftede han i 2012 til et professorat ved Stanford, hvorfra han var uddannet.
Roth er gift og har to børn, og hans søn Aaron Roth er professor i datalogi ved University of Pennsylvania. Allerede som 11-årig stod Aaron for at opbygge faderens professionelle websted på det dengang ret nye medium Internettet.

## Forskning
Roth har udgivet en række teoretiske forskningsbidrag inden for spilteori, design af markeder og eksperimentel økonomi. Han er dog ikke mindst kendt for sin hjælp til at designe forskellige vigtige praktiske offentlige og halvoffentlige allokeringsmekanismer. Fremtrædende eksempler er det amerikanske National Resident Matching Program, der koordinerer tildelingen af klinikophold på hospitalerne til medicinstuderende, en reform af ordningen, der fordeler amerikanske high school-elever på skolerne i New York, og et tilsvarende reformforslag for fordelingsmekanismen i Bostons offentlige skolevæsen. Sidst, men ikke mindst har Roth været med til at grundlægge New England Program for Kidney Exchange, et program, der registrerer og matcher kompatible nyredonorer og -patienter. Programmet var designet til at kunne matche to par indbyrdes inkompatible donorer (f.eks. ægtefæller). Hver donor var inkompatibel med sin egen partner, som til gengæld var kompatibel med en anden donor, der ligeledes var inkompatibel med sin partner.